# Karel Neubert (politik)
Karel Neubert (27. dubna 1915 - říjen 1997) byl český a československý politik Komunistické strany Československa, poslanec České národní rady a Sněmovny národů a Sněmovny lidu Federálního shromáždění za normalizace.

## Biografie
V rámci komunistické mocenské elity patřil mezi funkcionáře, kteří se do vedoucích postů vypracovali z dělnického prostředí. Členem KSČ byl od roku 1945. K roku 1969 se uvádí bytem Brno, původní profesí dělník. Vyučil se strojním zámečníkem a pracoval jako dělník, později jako podnikový ředitel Závodů Gustava Klimenta v Třebíči-Borovině. V roce 1964 byl zvolen předsedou KNV pro Jihomoravský kraj a tuto funkci zastával i v době svého nástupu do parlamentu. Funkci předsedy KNV zastával do roku 1969.
Držel i četné stranické posty. V letech 1969-1981 byl vedoucím tajemníkem jihomoravského Krajského výboru KSČ. XII. sjezd KSČ ho zvolil za kandidáta Ústředního výboru Komunistické strany Československa. Do stejné funkce ho zvolil i XIII. sjezd KSČ. Členem ÚV KSČ se stal převodem k 31. srpnu 1968 a v této funkci ho potvrdil XIV. sjezd KSČ, XV. sjezd KSČ a XVI. sjezd KSČ. Od srpna 1968 do dubna 1969 byl členem Předsednictva ÚV KSČ a od listopadu 1968 do května 1971 členem Byra KSČ pro řízení stranické práce v českých zemích. V roce 1956 a znovu 1975 mu byl udělen Řád práce, v roce 1973 Řád Vítězného února a roku 1980 Řád republiky.
Během Pražského jara v roce 1968 byl jako předseda jihomoravského KNV stoupencem československé trojfederace, tedy spolkového státu složeného ze tří částí - Čech, Moravy (a Slezska) a Slovenska. Tento projekt nebyl realizován a převládl koncept dvoučlenné federace. Po provedení federalizace Československa usedl v lednu 1969 do Sněmovny národů Federálního shromáždění. Do federálního parlamentu ho nominovala Česká národní rada, kde rovněž zasedal. Ve volbách roku 1971 přešel do Sněmovny lidu (volební obvod Jihomoravský kraj) a mandát v ní obhájil ve volbách roku 1976 (obvod Brno-město-severovýchod) a volbách roku 1981.